# Beuvron (Loara)
za pritok reke Yonne glej Beuvron (Yonne)
Beuvron je 115 km dolga reka v osrednji Franciji, levi pritok Loare. Izvira v gozdnati pokrajini Sologne (občina Coullons) jugovzhodno od Orléansa, od koder teče pretežno proti zahodu skozi naslednje departmaje in kraje:
- Loiret
- Loir-et-Cher: Lamotte-Beuvron, Neung-sur-Beuvron, Bracieux.

V reko Loaro se izliva pri kraju Candé-sur-Beuvron, med Bloisom in Amboiseom.

### Porečje
| levi pritoki - Surget, - Néant, - Bonne Heure, - Conon, - Bièvre. | desni pritoki - Tharonne, - Cosson. |